# Запорізька АЕС
Запорізька атомна електростанція (ЗАЕС) — атомна електростанція в Україні, у степовій зоні біля колишнього берегу Каховського водосховища у Запорізькій області, поруч із містом Енергодар. Це найбільша в Європі й третя у світі за сукупною потужністю атомна електростанція. Вона складається з шести атомних енергоблоків по 1 ГВт кожен.
4 березня 2022 року в ході повномасштабного російського вторгнення, електростанція була захоплена російськими військами.

## Історія
Рішення про будівництво ЗАЕС ухвалено 1978 року. 1981 року почалося поетапне спорудження блоків станції. Впродовж 1984—1987 років були введені в експлуатацію чотири енергоблоки.
У 1989 році введений в експлуатацію п'ятий енергоблок, а шостий — лише у 1995 році, після скасування мораторію на будівництво ядерних об'єктів в Україні. Після запуску шостого енергоблоку Міжнародний інститут фінансів і економічного партнерства (США) відзначив Запорізьку АЕС «Смолоскипом Бірмінгема» — ця нагорода вручається підприємствам за успішне економічне виживання й розвиток в умовах зародження ринкових відносин.
Щорічно станція генерує близько 40 млрд кВт·год електроенергії, що становить п'яту частину загальнорічного виробництва електроенергії в державі й половину її виробництва на українських атомних станціях.
За підсумками роботи у 2000 році Запорізька АЕС визнана однією з трьох найкращих атомних станцій світу, що повністю відповідають вимогам МАГАТЕ.
На Запорізькій АЕС — першій серед атомних станцій України з реакторами типу ВВЕР — побудоване сухе сховище відпрацьованого ядерного палива (ССВЯП). Його технологія базується на зберіганні відпрацьованих паливних збірників у вентильованих бетонних контейнерах, розташованих на майданчику в межах атомної станції. Проєктний обсяг сховища — 380 контейнерів, що забезпечить на найближчі 50 років зберігання відпрацьованих паливних касет, які будуть вилучатися з реакторів протягом усього терміну експлуатації станції.
Оператором усіх чотирьох діючих АЕС України є державне підприємство НАЕК «Енергоатом», яке отримує ядерне паливо за контрактами з компаніями «ТВЕЛ» (РФ) і Westinghouse Electric Sweden (Швеція). «Енергоатом» експлуатує 15 енергоблоків, оснащених водо-водяними енергетичними реакторами загальною встановленою електричною потужністю 13,835 ГВт.
ЗАЕС під'єднана до електромережі за допомогою ЛЕП 4×750 кВ та 1×330 кВ.
У січні 2021 року відбулася історична подія, коли Запорізька атомна електростанція вперше у своїй історії вийшла на повну проєктну потужність, після завершення планового ремонту 5-го енергоблоку та завдяки введенню в експлуатацію лінії електропередачі 750 кВ від ЗАЕС до підстанції «Каховська», що дозволило видати повну потужність станції 6000 МВт в енергосистему України. До введення нової лінії потужність станції мала мережеве обмеження у 5300 МВт.
Система охолодження бере воду з розташованого поряд Каховського водосховища та розрахована на нормальну роботу при рівні води не менш як 13,2 м.

### Захоплення російськими окупантами
4 березня 2022 року, на дев'ятий день російського вторгнення в Україну, атомну й теплову електростанції захопили російські війська під час боїв за Енергодар.
12 березня 2022 року повідомлялося, що об'єкт контролюється російською компанією «Росатом». Станцію і далі обслуговує український персонал під контролем Росії. Під час обстрілів ЗАЕС окупанти пошкодили низку об'єктів на її території. За попередніми оцінками, вони завдали збитків на суму в 18,3 млрд грн. Журналісти «Схем» встановили, що організатором операції зі захоплення ЗАЕС генерал-майор Олексій Домбровський, також за його наказами діяли полковники Олексій Решетнєв, Сергій Довгань і Юрій Лукачов, майор Мурадхан Ахмедханов. Журналістам вдалось з'ясувати, що раніше вони займалися охороною об'єктів підприємств держкорпорації «Росатом», а також держпідприємств, які працюють на ОПК РФ. Під час російської окупації загарбники неодноразово провокували Україну. Вони без доказів звинувачували українських атомників у зберіганні зброї на території станції, для зізнань катували та вбивали їх. Створювали пропагандиські відео. Із розташованих на станції російських ракетних комплексів окупанти регулярно обстрілюють місто Нікополь. За даними видання «Волл-стріт джорнел» російські війська облаштували на АЕС військову базу, розмістивши важку артилерію, зокрема реактивні системи залпового вогню БМ-30 «Смерч».
21 липня 2022 року окупанти перебазували щонайменше 14 одиниць важкої військової техніки з боєкомплектом, зброю та вибухівку до машинної зали енергоблока у № 1 Запорізької АЕС, що суперечить міжнародним законам щодо безпеки атомних електростанцій.
Україна відкидає всі бездоказові звинувачення Росії, звинувачуючи її у ядерному тероризмі через дії російських окупаційних військ як такі, що порушують міжнародні закони та безпеку атомної станції, та наполягає на відведенні військ від ЗАЕС.
5 лютого 2023 року Президент України Володимир Зеленський ввів у дію рішення Ради національної безпеки та оборони щодо санкцій проти атомної галузі Росії терміном на 50 років. Зокрема, санкції ввели проти юридичних осіб, що були створені окупантами для керівництва станцією: акціонерного товариства «Експлуатуюча організація Запорізької АЕС» та федерального державного унітарного підприємства «Запорізька АЕС». Серед обмежень: припинення дії торгових угод, блокування активів, заборона будь-яких торгових операцій, анулювання ліцензій, заборона передання технологій тощо.
9 червня 2023 року, через зниження рівня води, що спричинив  підрив Каховської ГЕС російськими окупантами, Державна інспекція ядерного регулювання України видала розпорядження «Енергоатому» вивести у «холодний зупин» енергоблок № 5 Запорізької АЕС. Експлуатація інших енергоблоків ЗАЕС №№ 1, 2, 3, 4, 6 також обмежена станом у «холодний зупин», відповідно до розпоряджень Держатомрегулювання від 18 серпня 2022 року та від 10 лютого 2023 року.
20 червня 2023 року начальник Головного управління розвідки Міноборони України Кирило Буданов заявив, що російські окупанти додатково замінували Запорізьку АЕС — встановивши вибухівку на охолоджувач станції: у разі детонування існує загроза підриву або аварії, так як Запорізька АЕС перебуває під тимчасовим контролем окупаційних військ.
25 червня 2023 року Президент України Володимир Зеленський заявив, що 4 енергоблоки Запорізької АЕС , а також охолоджувач станції є замінованими, а російські війська вже затвердили план підриву. Президент зазначив, що підрив Запорізької АЕС може призвести до найбільшої техногенної катастрофи усіх часів.
На думку старшої наукової співробітниці Інституту проблем безпеки атомних електростанцій НАН України Олени Паренюк, повторення Чорнобильської та Фукусімської трагедії є малоймвоірними.
19 січня 2024 року у звіті Міжнародного агентства з атомної енергії (МАГАТЕ) було повідомлено, що російські окупанти знову замінували по периметру територію Запорізької АЕС, у буферній зоні між внутрішньою та зовнішньою огорожею об'єкта, які раніше були виявлені командою МАГАТЕ та вилучені у листопаді 2023 року.
20 лютого 2024 року Запорізька АЕС, внаслідок бойових дій, залишилася лише на одній лінії живлення «ЗАЕС — Дніпровська», іншу лінію було пошкоджено.
7 квітня 2024 року на території Запорізької АЕС здетонував БПЛА, про що було проінформувано експертів МАГАТЕ. Гендиректор агенції Гроссі закликав утримуватися від дій, які суперечать п'яти принципам МАГАТЕ та порушують ядерну безпеку.
23 квітня 2024 року, за повідомленням Службі безпеки України, встановлено, що двоє підозрюваних — громадяни РФ Едуард Атакіщев та Андрій Горбунов, які раніше працювали на Ростовській АЕС, займалися «інтегрувагням» енергооб'єкта до структури «Росатома» та приєднанням технологічних потужностей станції до енергетичної системи РФ. Після захоплення  Запорізької АЕС окупаційна влада у жовтні 2022 року призначила даних колаборантів на посаду заступника директора станції та його підлеглого. Окрім цього,  підозрювані підбурювали працівників ЗАЕС укладати трудові договори з окупаційною владою, а у разі відмови — погрожували переслідуванням силовими структурами РФ. За ці дії їм загрожує довічне позбавлення волі з конфіскацією майна.
2 вересня 2024 року, під час візиту до Запоріжжя, Президент України Володимир Зеленський окреслив перспективи повернення ЗАЕС під контроль України.
19 березня 2025 року Президент України Володимир Зеленський заявив, що МАГАТЕ зайняло принципову позицію щодо захисту Запорізької АЕС. Організація підкреслила, що станція має залишатися частиною української енергосистеми, а будь-які спроби Росії інтегрувати ЗАЕС у свою енергетичну мережу є неприпустимими.

## Сховище ВЯП
На ЗАЕС діє лише одне сухе сховище для відпрацьованого ядерного палива (ССВЯП), уведене в експлуатацію у 2001 році. Цей майданчик призначений лише для відпрацьованого палива, що збирається з реакторів ЗАЕС.
Паливо Хмельницької, Рівненської та Південно-Української АЕС раніше вивозилося до Росії: на переробку (з реакторів ВВЕР-440 РАЕС) та на тривале зберігання (з реакторів ВВЕР-1000). Передбачено, що в майбутньому паливо з цих АЕС зберігатиметься на території України в централізованому сховищі відпрацьованого ядерного палива (ЦСВЯП) у Зоні відчуження Чорнобильської АЕС. Відповідно з проєктом ЦСВЯП, затвердженим Кабінетом Міністрів України, його вартість становить 37 млрд грн. Термін закінчення будівництва всіх пускових комплексів ЦСВЯП заплановано орієнтовно у 2033—2034 роках (16,5 років від початку реалізації проєкту).

## Інформація щодо енергоблоків
| Енергоблок  | Тип реакторів | Потужність | Потужність | Початок будівництва | Підключення до мережі | Уведення в експлуатацію | Закінчення проєктного терміну експлуатації | Вірогідне завершення терміну експлуатації |
| Енергоблок  | Тип реакторів | Чиста      | Брутто     | Початок будівництва | Підключення до мережі | Уведення в експлуатацію | Закінчення проєктного терміну експлуатації | Вірогідне завершення терміну експлуатації |
| ----------- | ------------- | ---------- | ---------- | ------------------- | --------------------- | ----------------------- | ------------------------------------------ | ----------------------------------------- |
| Запоріжжя-1 | ВВЕР-1000/320 | 1030 МВт   | 1080 МВт   | 01.04.1980          | 10.12.1984            | 25.12.1985              | 23.12.2015                                 | Продовжений до 23.12.2025                 |
| Запоріжжя-2 | ВВЕР-1000/320 | 1030 МВт   | 1080 МВт   | 01.01.1981          | 22.10.1985            | 15.02.1986              | 19.02.2016                                 | Продовжений до 19.02.2026                 |
| Запоріжжя-3 | ВВЕР-1000/320 | 1030 МВт   | 1080 МВт   | 01.04.1982          | 10.12.1986            | 05.03.1987              | 05.03.2017                                 | Продовжений до 05.03.2027                 |
| Запоріжжя-4 | ВВЕР-1000/320 | 1030 МВт   | 1080 МВт   | 01.04.1983          | 18.12.1987            | 14.04.1988              | 04.04.2018                                 | Продовжений до 04.04.2028                 |
| Запоріжжя-5 | ВВЕР-1000/320 | 1030 МВт   | 1080 МВт   | 01.11.1985          | 20.08.1989            | 27.10.1989              | 27.05.2020                                 | Продовжений до 27.05.2030                 |
| Запоріжжя-6 | ВВЕР-1000/320 | 1030 МВт   | 1080 МВт   | 01.06.1986          | 19.10.1995            | 16.09.1996              | 21.10.2026                                 |                                           |

## Заходи безпеки
Постійний контроль за станом безпеки АЕС держави здійснюють Державна інспекція ядерного регулювання України, Міністерство енергетики та вугільної промисловості України, Національна атомна енергогенеруюча компанія «Енергоатом», Державна служба України з надзвичайних ситуацій, Український гідрометеорологічний центр. Щорічно, та при нагальній потребі вони інформують Кабінет Міністрів України, Раду національної безпеки та оборони України, профільні комітети Верховної Ради України щодо стану основних споруд АЕС та водосховища.
Із 3 по 15 листопада 2020 року інспектори МАГАТЕ проводять чергову планову інспекцію енергоблока № 5.

## Міжнародний контроль
Міжнародний контроль за діяльністю АЕС України постійно здійснює МАГАТЕ (Міжнародне агентство з атомної енергії), періодично надаючи необхідні звіти та рекомендації.

## Сонячна електростанція
Сонячна електростанція потужністю 13,6 МВт з'явиться на території ЗАЕС у районі водойми-охолоджувача. Сонячну електростанцію розмістять на території гідротехнічних споруд між ставком-охолоджувачем та водосховищем. Станція складатиметься з 5 тис. сонячних панелей і займатиме 37 га.

## Надзвичайні події
- 3 листопада 2014 року трапилася аварія на третьому енергоблоці АЕС в системі видачі електроенергії, яка не пов'язана з роботою реактора[40]. 5 листопада 2014 року аварію ліквідовано.
- 4 березня 2022 року, вночі, через обстріл, вчинений окупаційними російськими військами, в першому енергоблоці трапилася пожежа, яку лише о 06:20 ліквідували.
- 2 грудня 2023 року, вночі, на Запорізькій АЕС стався повний блекаут через знеструмлення станції. Ввечері 1 грудня стався обрив лінії електропередачі «Запорізька ТЕС — Феросплавна» напругою 330 кВ. Через яку станція отримувала живлення від української енергосистеми. А вночі було знеструмлено останню лінію «Запорізька АЕС — Дніпровська» напругою 750 кВ[41].
- 4 липня 2025 року російські окупанти вгатили по лінії електропередач, що з'єднує Запорізьку АЕС з енергосистемою України. Саме ця лінія забезпечує критичні потреби станції для збереження радіаційної безпеки. З початку повномасштабного російського вторгнення Запорізька АЕС вже 8 разів пережила повний блекаут[42].

## Галерея

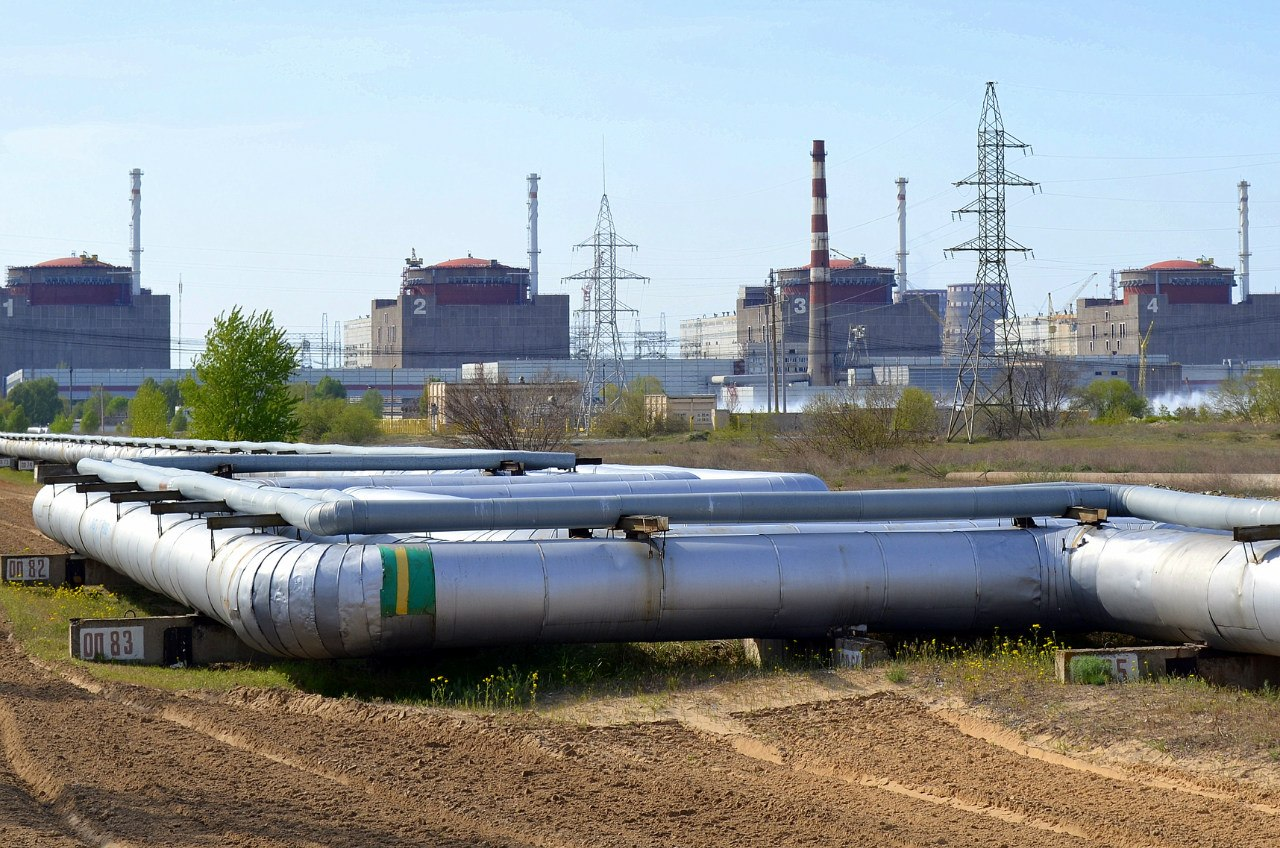
Краєвид на перші чотири енергоблоки
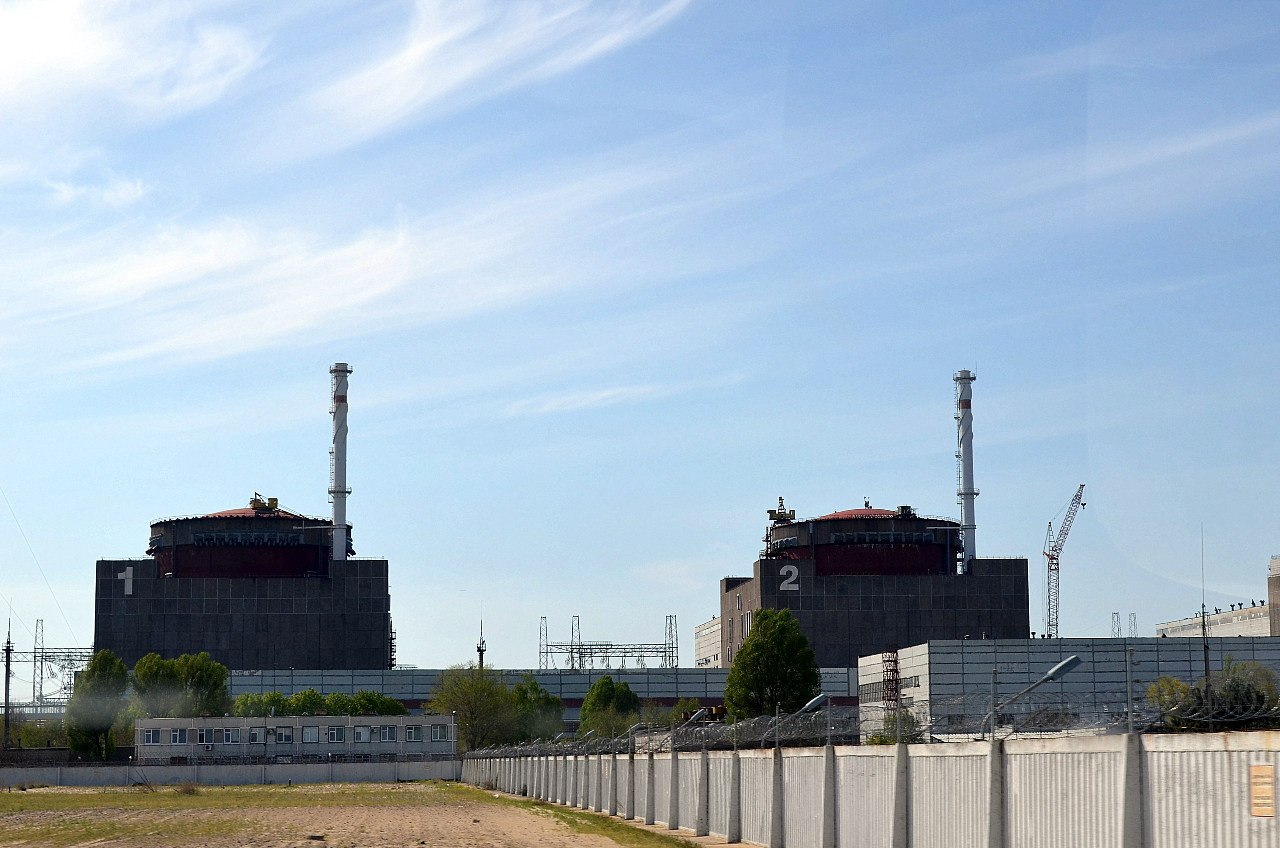
Перший та другий енергоблоки
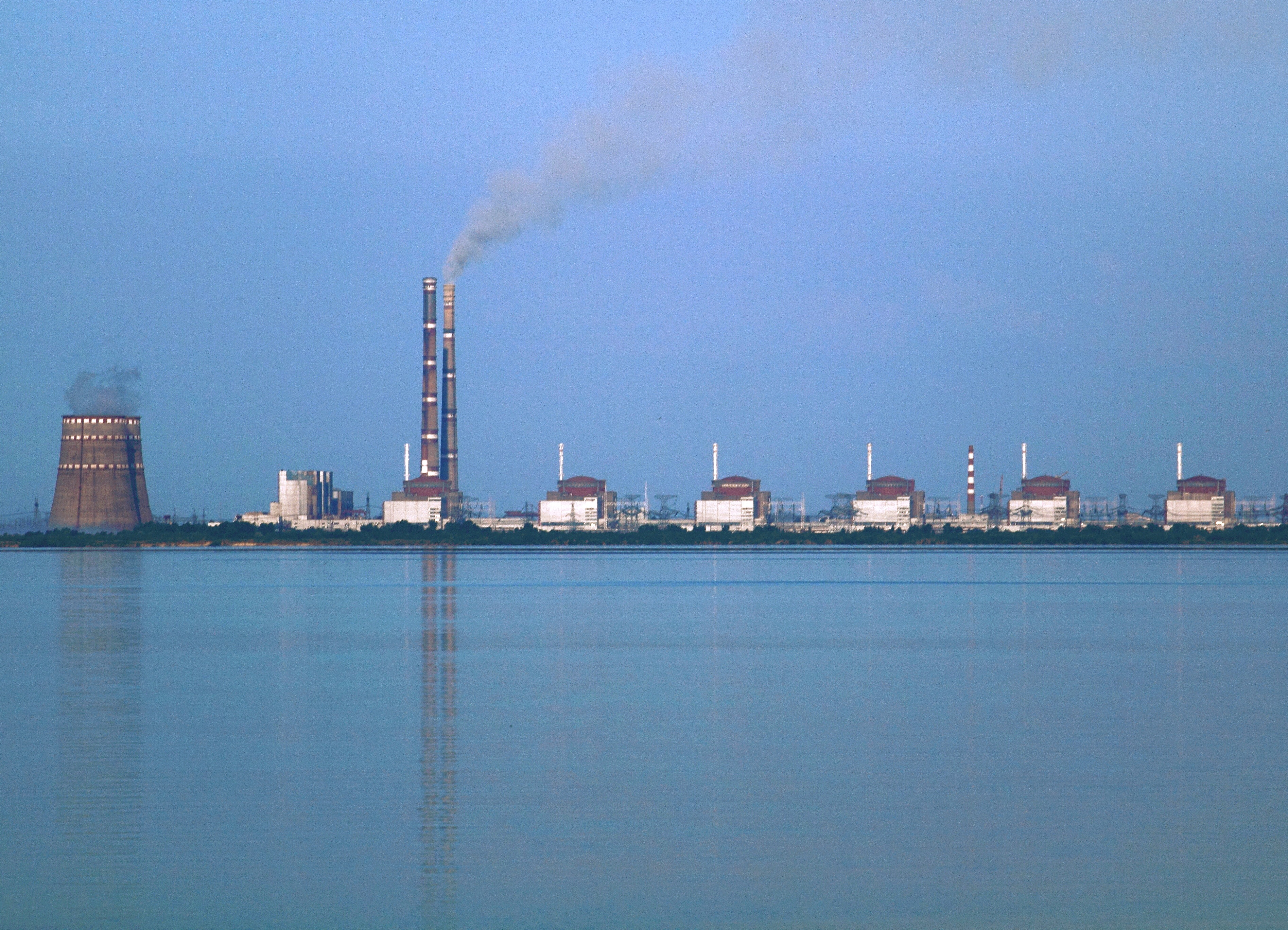
Краєвид на станцію з протилежного берега Дніпра